# Ottmar Stab der Jüngere
Ottmar Stab der Jüngere (* 9. Januar 1543 in Sinsheim; † nach 1610) ist seit dem Jahr 1600 als Poeta laureatus belegt. Über seinen wechselvollen Lebensweg gibt es nur fragmentarische Aufzeichnungen. Ab 1605 war er in Leipzig, wo er noch mindestens zehn meist theologische Druckschriften verfasst hat. In einer Schrift von 1608 schildert er das Erscheinen des Halleyschen Kometen im Jahr 1607.

## Leben
Er war der älteste Sohn des Sinsheimer Pfarrers Ottmar Stab († 1585). Über Datum und Zeit seiner Geburt hat der Vater handschriftliche Aufzeichnungen hinterlassen. Der jüngere Ottmar selbst nannte sich später von Sinsheim, womit wohl der Geburtsort gemeint sein dürfte. Der Vater schrieb sich mit den beiden 7 und 6 Jahre alten Söhnen Ottmar d. J. und Philipp Ottmar 1550 in der Universität Heidelberg ein. Eine Immatrikulation von zwei weiteren minderjährigen Brüdern ist dort für 1558 belegt. 1560 musste er mit dem Vater, der in Ungnade des Kurfürsten gefallen war, Heidelberg verlassen.
1577 erscheint ein Magister Ottomanus Stabius in den Matrikelbüchern der Universität Wien. Wo er den Magistertitel erworben hat, ist nicht bekannt. Als Kommilitone erscheint dort Johannes Posthius, den Stab später als seinen Lehrer verehrte. Ein Nachtrag im Matrikelbuch besagt, dass Stab wegen dringender Angelegenheiten die Universität bald wieder verlassen hat. Dabei könnte es sich um die Wiederverheiratung des Vaters in Kempten gehandelt haben.
1579 bewarb er sich erfolglos um eine Stelle als Prokurator bei den Kärntner Landständen in Klagenfurt und hat sich dort wohl auch eine Zeit lang aufgehalten, da ihm 3 Gulden für Zehrung zugesprochen wurden. Die Bewerbung setzt eine juristische Ausbildung voraus.
1582/1583 erscheint Magister Ottomar Stabio (so in den Ratsprotokollen der Stadt Schlaggenwald geschrieben) in Schlaggenwald in Böhmen als Jurist. Zunächst am 4. Oktober 1582, als er eine Klagesache wegen eines gebrochenen Ehegelöbnisses als Jurist vertritt und dann, als er seinen Abschied aus den Diensten der Stadt nimmt: anlässlich der Ratssitzung vom 24. Januar 1583 erklärt er dort, dass er am Vortag seine Ehefrau samt allen Mobilien nach Petschau habe fahren lassen, nicht weil er gern die Dienste der Stadt verlassen, und noch weniger, weil er in Petschau leben wolle, sondern weil der Graf (wahrscheinlich Graf Victorin Schlick) sehr dringlich seine Dienste eingefordert habe und seine Frau dort besser versorgt wäre; er, Stabio, müsse mit dem Grafen 'uff vier Monat oder lenger' nach Österreich verreisen und bedankt sich für die Wohltaten und wirtschaftliche Besserung, die er in Schlaggenwald erfahren habe.
Für die nachfolgenden siebzehn Jahre fehlen jegliche Nachrichten.
Im Oktober 1600 verfasste er in Hof als Poeta laureatus ein Hochzeitsgedicht für den Kantor Konrad Saher und seine Frau Margareta Schultes. In den Kirchenbüchern von Hof wird am 24. Juli 1601 vermerkt, dass die Hausfrau Barbara Stabius verstorben sei, bei der es sich aufgrund des nur einmalig auftauchenden Namens vermutlich um Stabs Gattin gehandelt hat.
Aus einem im Juni 1605 von Stab verfassten Trauergedicht für den verstorbenen Protonotar des Leipziger Stadtgerichts, Ludwig Truben († 4. Oktober 1604), geht hervor, dass Stab kurz zuvor als armer Umherziehender in Leipzig eingetroffen war. 1606 immatrikulierte er sich an der Universität Leipzig. Dort nannte er sich poeta laureatus palatinus („gekrönter Poet aus der Pfalz“) und hat bis zu seinem Tod nach 1610 noch mindestens zehn Druckschriften verfasst, die zumeist von Lamberg in Leipzig verlegt wurden. Seine Schriften haben überwiegend theologische Fragen zum Inhalt, jedoch ragen zwei der Schriften aufgrund ihres Inhalts heraus.
1608 erschien die Schrift Elegia De Cometa in Arcturo nuper flagrante eiusque Origine, Natura et Effectibus, die zwar theologisch ausgerichtet ist, aber insbesondere das Erscheinen des Halleyschen Kometen 1607 zum Inhalt hat. Die Kometenbeschreibung deckt sich in Passagen nahezu mit der im gleichen Jahr ebenso bei Erasmus Hynitz in Halle erschienenen Schrift von Johannes Kepler, so dass von einer Abhängigkeit der Schriften, eventuell auch von einer Bekanntschaft der Verfasser ausgegangen werden kann.
1610 erschien Stabs Schrift Cygnaea cantio, in qua author carminis suam ipsius vitam jam morti proximus describit, in der er in komplizierten neulateinischen Versen eine Betrachtung über sein Leben und den nahen Tod vornimmt. Aus dieser autobiografischen Schrift geht hervor, dass er Italien sah, Sekretär des Herzogs von Zweibrücken (wohl Johann I., 1550–1604) und Soldat in Ungarn war, zeitweise in der Steiermark, in Dalmatien, Kroatien, Illyrien und Böhmen lebte und später die Römische Rota besuchte.